# Седов, Евгений Иванович
Евгений Иванович Седо́в (родился 9 декабря 1954 года, Горький) — артист цирка (акробат

, комик
-каскадёр, клоун, воздушный гимнаст-эксцентрик). Заслуженный артист  Российской Федерации (1996).

## Гастроли
- 1977 — ГДР
- 1979—1980 — Румыния
- 1986 — Польша
- 1989—1990 — ФРГ
- 1992—1993 — Австралия, Тайвань
- 1994—1995 — Бельгия
- 1995 — Германия, Голландия
- 1995—1996 — Германия
- 1996 — Чили, Аргентина, Франция
- 1996—1997 — Германия
- 1998—2001 — Англия, Шотландия, Франция, Голландия, Бельгия
- 2002 — Австралия
- 2002—2003 — Китай
- 2003—2004 — Гонконг
- 2004—2005 — ЮАР

## Награды и премии
- Лауреат Всероссийского конкурса артистов цирка (вторая премия), 1992 год.
- Призёр XVIII международного циркового фестиваля в Монте-Карло (c В. Г. Зубаревым), 1994 год.

- Заслуженный артист России (1996 год).